# 角田美喜
角田 美喜（つのだ みき、1963年12月7日 - ）は、日本のドラマー。東京都出身。血液型はO型。

## 来歴
- 1985年 - SHOW-YAとして「素敵にダンシング」でメジャー・デビュー。
- 1998年 - SHOW-YA解散。
- 1999年 - スリーピースバンド「e-ha?」結成。
- 2000年 - PRIDEのテーマ曲を作曲・演奏。
- 2005年 - 寺田恵子の呼びかけでSHOW-YA再結成。e-ha?の活動と並行して行う。

## 人物
実兄の影響を受け、15歳の時独学でドラムを始め、幾つかのアマチュアバンドを経て1982年「SHOW-YA」に加入。愛称は「mittan」。